# Lymantria diehli
Lymantria diehli este o specie de molii din genul Lymantria, familia Lymantriidae, descrisă de Alexander Schintlmeister Conform Catalogue of Life specia Lymantria diehli nu are subspecii cunoscute.